# Aluva
Aluva (malabar: ആലുവ) es una ciudad del estado indio de Kerala perteneciente al distrito de Ernakulam.
En 2011, el municipio que formaba la ciudad tenía una población de 22 428 habitantes, siendo sede de un taluk con una población total de 468 408 habitantes.
Actualmente forma parte de la periferia nororiental del área metropolitana de Cochín, pero en su origen era una localidad separada, cuya existencia como localidad rural se conoce en documentos desde 1341. La localidad se hizo conocida por albergar la residencia de verano de la familia real de Travancore. La ciudad es famosa por su celebración del Maha Shivaratri, que atrae a un gran número de peregrinos entre febrero y marzo. Alberga además un conocido áshram fundado en 1913.
Se ubica a orillas del río Periyar, unos 10 km al noreste de Ernakulam, en la salida del área metropolitana de Cochín por la carretera 544 que lleva a Palakkad. El Aeropuerto Internacional de Cochín se ubica en el territorio de este taluk.